# NGC 921
NGC 921 é uma galáxia espiral (Sc) localizada na direcção da constelação de Cetus. Possui uma declinação de -15° 50' 51" e uma ascensão recta de 2 horas, 26 minutos e 33,5 segundos.
A galáxia NGC 921 foi descoberta em 1886 por Ormond Stone.